# Hypothekarbank Lenzburg
Die Hypothekarbank Lenzburg mit Sitz in Lenzburg ist eine stark im Kanton Aargau verankerte Schweizer Regionalbank. Sie beschäftigt (Stand 31. Dezember 2024) teilzeitbereinigt 394 Mitarbeitende plus 24 Lehrlinge und hatte per Ende 2024 eine Bilanzsumme von 7,229 Milliarden Schweizer Franken. Das Unternehmen ist an der Schweizer Börse SIX Swiss Exchange kotiert.

## Tätigkeitsgebiet
Die Hypothekarbank Lenzburg ist im Kanton Aargau mit 13 Geschäftsstellen und zwei Beratungsoffices hauptsächlich im Bezirk Lenzburg sowie in den Bezirken Baden, Bremgarten, Aarau und Kulm vertreten. Ihr Tätigkeitsgebiet liegt traditionell im Retail Banking, im Hypothekargeschäft, im Private Banking und im Bankgeschäft mit kleinen und mittleren Unternehmen im Kanton Aargau sowie den angrenzenden Regionen. Mit dem Kernbankensystem Finstar schaffte sich die Bank ein weiteres Standbein.

## Geschichte
Die Bank wurde 1868 von verschiedenen Persönlichkeiten aus dem Bezirk Lenzburg unter dem Namen Hypothekar- und Leihkasse Lenzburg gegründet. Zu den Gründungsmitgliedern zählte der damalige Nationalrat Theodor Bertschinger, der die Bank als erster Bankpräsident zwischen 1868 und 1889 leitete.
Primäres Ziel war die Vergabe von Hypothekarkrediten in der Region Lenzburg. Ab Anfang des 20. Jahrhunderts dehnte sie ihre Dienstleistungen auf die Wertschriften- und Vermögensverwaltung aus. 1912 wurde die Hypothekar- und Leihkasse Lenzburg in Hypothekarbank Lenzburg umbenannt. Im Verlaufe der Jahrzehnte wandelte sie sich zu einer regional tätigen Universalbank.
Im März 2024 ist die langjährige Geschäftsführerin Marianne Wildi von ihrem Amt zurückgetreten und in den Verwaltungsrat gewählt worden. An der GV vom März 2025 wurde sie dann zu dessen Präsidentin gewählt. Die CEO-Funktion hat Silvan Hilfiker per 1. Juni 2025 übernommen.
Im Januar 2025 wurde die vollständige Übernahme der Swiss Bankers Prepaid Services AG abgeschlossen. Im selben Monat wurde bekannt, dass sich die Hypothekarbank Lenzburg mit 9,9 Prozent an der Sutor Bank beteiligt hat.

## Kernbankensystem
Mit Finstar hat die Hypothekarbank Lenzburg ein eigenes Kernbankensystem entwickelt, welches auch Drittbanken und weiteren Unternehmen offensteht. Es ist die erste Open-Banking-Plattform im Sinne von PSD2 in der Schweiz. Dadurch können Angebote von Drittanbietern über eine standardisierte Programmierschnittstelle an das System angebunden werden. Als erstes solches Angebot wurde der virtuelle Geldautomat von Sonect integriert. Im März 2018 wurde bekannt gegeben, dass das Fintech Neon die Plattform (HBL Solutions) nutzen wird. Wer sich für die Nutzung der Neon-App anmeldet, wird automatisch Kunde der Hypothekarbank Lenzburg. An dieser Neobank ist u. a. die TX Group beteiligt. Die HBL Solutions Plattform wird mehrheitlich aus dem Bereich Wealth Management genutzt. Per Anfang 2019 eröffnete eine Finstar-Niederlassung in Zürich. Im Oktober 2023 lancierte Coop eine Banking-App namens Coop Finance+, welche ähnlich wie Neon an das System der Hypothekarbank Lenzburg angeschlossen ist.
2023 wurde die Finstar AG gegründet, welche den Informatikbereich der Hypothekarbank Lenzburg samt Personal übernehmen wird. Geschäftsführer der Finstar AG ist Daniel Monras, Präsidentin des Verwaltungsrates ist Marianne Wildi.